# أوليا (مرسية)
بلدية أوليا (بالإسبانية: Ulea) هي بلدية تقع في منطقة مرسية جنوب شرق إسبانيا.

## الديموغرافيا
بلغ عدد سكان بلدية أوليا 919 نسمة عام 2011 (وفقاً للمعهد الوطني الإسباني للإحصاء).
| 1.010 | 956 | 999 | 968 | 991 | 939 | 919 |